# Hypersurface
En géométrie, une hypersurface est une généralisation des concepts d'hyperplan, de courbe plane et de surface. Une hypersurface est une variété de dimension N - 1, qui est intégrée dans un espace de dimension N, généralement un espace euclidien ou un espace affine.
- Dans une espace de dimension 3, une hypersurface est une surface
- Dans une espace de dimension 2, une hypersurface est une ligne

Une hypersurface est souvent définie par une seule équation du type f(x1,x2,...xN)=0.

En géométrie différentielle, une hypersurface d'une variété différentielle de dimension N, est une sous-variété de codimension 1, c'est-à-dire de dimension N-1.

## Résultats principaux
- Théorème de Jordan : toute hypersurface compacte et connexe de ℝn est orientable et borde un unique domaine connexe borné.
- Dans une variété différentielle orientable M, une hypersurface N est orientable si et seulement si le fibré normal est trivialisable.
- Dans une variété symplectique, une hypersurface est coisotrope.